# Walter Bahr
Walter Alfred Bahr (Filadelfia, 1º aprile 1927 – Boalsburg, 18 giugno 2018) è stato un calciatore e allenatore di calcio statunitense, di ruolo centrocampista.

## Biografia
Walter Bahr sposò Davies Ann, campionessa di nuoto presso la Temple University da cui ebbe Casey, Chris e Matt, tutti calciatori ma gli ultimi furono anche giocatori di football americano, mentre la figlia, Davies Ann, fu ginnasta presso la Pennsylvania State University.
È deceduto il 18 giugno 2018 a Boalsburg a causa delle complicazioni occorsagli dalla rottura dell'anca: era l'ultimo giocatore statunitense in vita tra quelli che parteciparono al cosiddetto "Miracolo di Belo Horizonte", ovvero la vittoria nel 1950 della nazionale statunitense contro la ben più quotata Inghilterra.

## Carriera

### Calciatore

#### Club
Formatosi nel Lighthouse, passò nel 1943 ai Philadelphia Nationals, club in cui giocò sino al 1954, tranne un breve prestito nel 1953 ai canadesi del Montréal Hakoah. Con i Nationals vinse quattro edizioni dell'American Soccer League e raggiunse la finale della National Challenge Cup in due occasioni.
Passò poi all'Uhrik Truckers. Nel 1956 giocò brevemente in prestito presso i canadesi dello Sparta Montréal.

#### Nazionale
Nel 1950 ha partecipato al Campionato mondiale di calcio "Jules Rimet" dove fu uno dei protagonisti del cosiddetto "Miracolo di Belo Horizonte", ovvero la vittoria nel 1950 della nazionale statunitense contro la ben più quotata Inghilterra.

### Allenatore
Allenò i Philadelphia Spartans ed i Philadelphia Ukrainians.
Allenò le rappresentativa della Temple University e della Pennsylvania State University.
Il suo stile di allenamento influenzò ed ispirò quello dei fratelli Chyzowych, Walter e Gene, entrambi divenuti, in periodi diversi, commissari tecnici della nazionale di calcio degli Stati Uniti d'America.

## Palmarès

### Calciatore
- American Soccer League: 4

Philadelphia Nationals: 1948-1949, 1949-1950, 1950-1951, 1952-1953